# Eduard Hofman
Pour les articles homonymes, voir Hofman.
Eduard Hofman (né le 16 mai 1914 à Cracovie et mort le 11 juin 1987  à Prague) est un réalisateur tchécoslovaque de films d'animation.

## Biographie
Eduard Hofman fait partie en 1945 des studios d'État Bratri v Triku qu'il dirige ensuite à partir de 1950.

## Filmographie partielle
- 1947 : Hotovo, jedem (on est prêt, partons)
- 1948 : Andelski kabat (le manteau de l'ange)
- 1948 : Proc sedaji ptaci na telegrafni draty (pourquoi les oiseaux se posent sur les lignes téléphoniques)
- 1949 : Leonora
- 1957 : La Création du monde (Stvoření světa), d'après les dessins de Jean Effel
- 1961 : Postacka pohadka (le conte du facteur)
- 1964 : Schody (l'escalier)